# 赤城神社 (飯能市阿須)
赤城神社（あかぎじんじゃ）は、埼玉県飯能市の神社。

## 歴史
1576年（天正4年）に創建された。当社が所蔵する棟札に記されていることが根拠である。当初は別の場所に位置していたが、入間川の蛇行で境内が浸食されたため、1805年（文化2年）に現在地に移転した。
「聖学院」が別当寺であった。聖学院は修験道当山派の寺院であったが、明治初期の神仏分離により、廃寺に追い込まれ、聖学院の僧侶は還俗して当社の神職となった。
1872年（明治5年）、近代社格制度に基づく「村社」に列せられ、1912年（明治45年）の神社合祀により周辺の1社、1914年（大正3年）に2社（摂末社含む）が合祀された。

## 交通アクセス
- 路線バス阿須停留所より徒歩4分。